# Ulica Józefa Korola w Tarnowskich Górach
Ulica Józefa Korola w Tarnowskich Górach – jedna z głównych arterii komunikacyjnych Tarnowskich Gór łącząca to miasto z Bytomiem. Przebiega przez dzielnicę Bobrowniki Śląskie-Piekary Rudne oraz stanowi w całości część drogi krajowej nr 11 (drogi jednojezdniowej klasy GP na odcinku Tworóg – Bytom).

## Przebieg
Ulica Korola ma przebieg południkowy. Stanowi kontynuację ulicy Bytomskiej i rozpoczyna swój bieg od skrzyżowania z ulicą Obwodnicą. Biegnie w kierunku południowym, krzyżując się m.in. z ulicą Radzionkowską (drogą powiatową nr 3271S bezpośrednio łączącą Tarnowskie Góry z Radzionkowem) oraz ulicą Główną (drogą gminną nr 270 052 S prowadzącą m.in. w kierunku Zabytkowej Kopalni Srebra i Parku Kunszt). Kończy się na granicy administracyjnej gminy miejskiej Tarnowskie Góry z miastem na prawach powiatu Bytomiem. Jej kontynuacją na terenie Bytomia jest ulica Strzelców Bytomskich.

## Nazwa

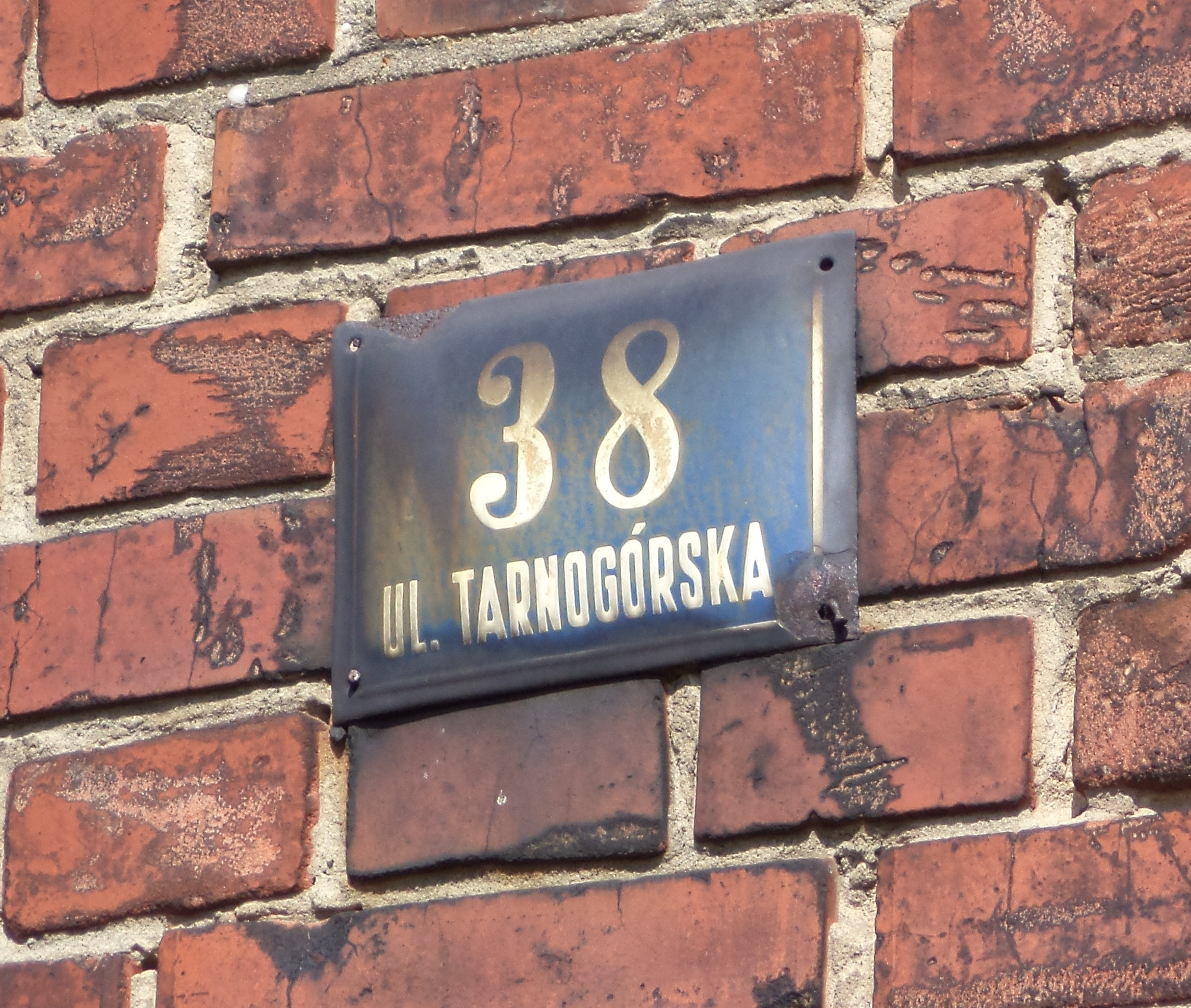
Tabliczka z dawną nazwą ulicy na kamienicy z ok. 1890 roku

Ulica Korola od 1925 do 1939 roku oraz od 1945 roku do czasu włączenia w 1973 roku gromady Bobrowniki w granice administracyjne miasta Tarnowskie Góry nosiła nazwę ul. Tarnogórska. Przed 1925 rokiem oraz w latach II wojny światowej oficjalnie obowiązującą nazwą była niemieckojęzyczna Tarnowitzerstraße. W latach 1973–1990 ulica Generała Aleksandra Zawadzkiego, od 1990 nosi nazwę upamiętniającą Józefa Korola – polskiego działacza narodowego na Górnym Śląsku, pracownika administracji publicznej oraz starostę tarnogórskiego w latach 1931–1935, zabitego w 1940 roku w Wiśle-Jaworniku.

## Historia
Bezimienna droga prowadząca z Tarnowskich Gór do Bytomia pojawia się na jednej z najwcześniejszych map tych okolic – mapie księstwa opolskiego autorstwa Iohannesa Wolfganga Wielanda z 1736 roku – jednak trakt łączący oba miasta istnieć musiał już od czasu założenia Tarnowskich Gór w XVI wieku, ponieważ kontakty między Bytomiem a nowo powstałym ośrodkiem górniczym były bardzo ożywione i miały charakter polityczny, społeczny oraz gospodarczy.

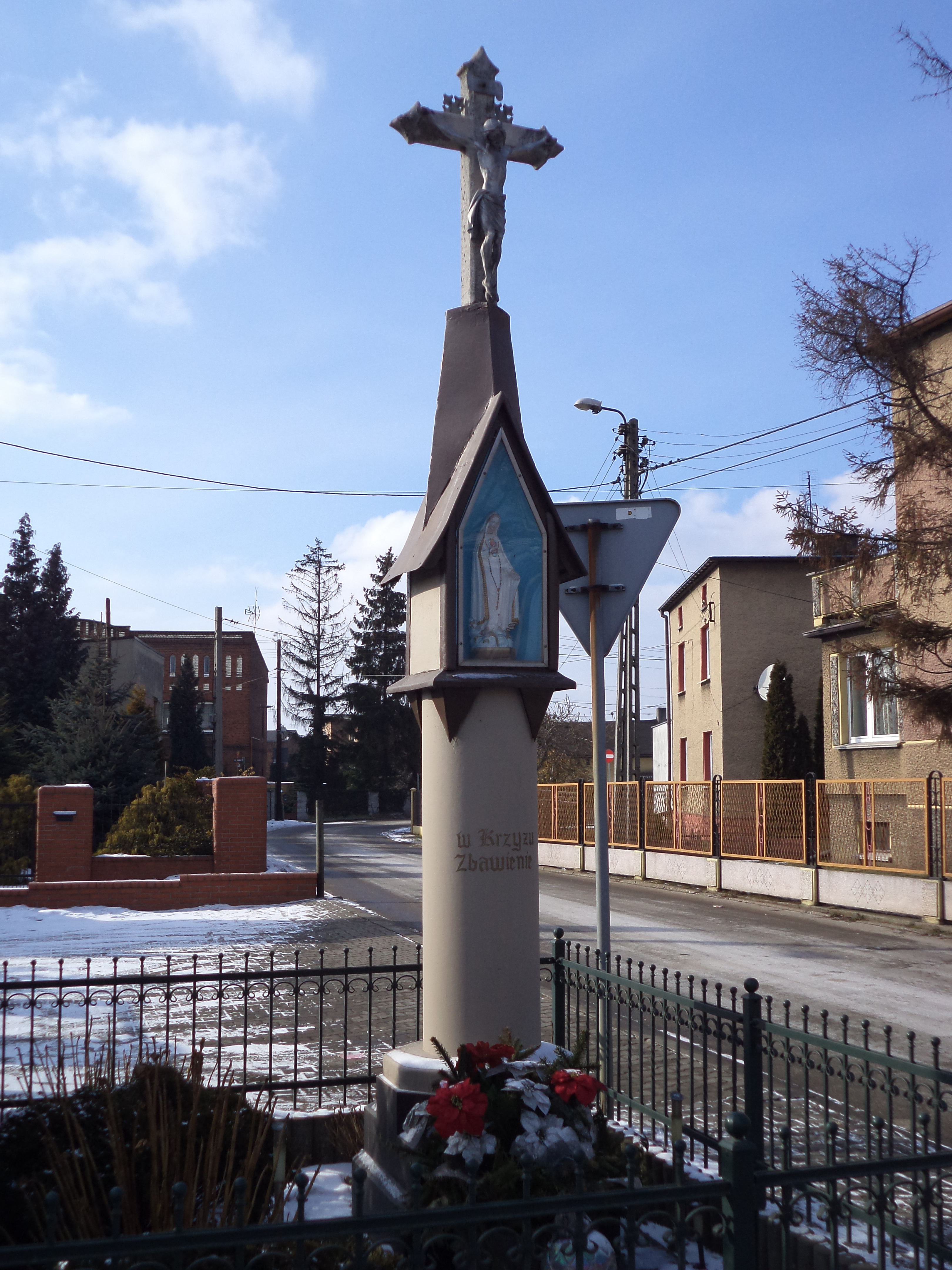
Krzyż przydrożny z 1913 roku u zbiegu ulic Korola i Topolowej

W 1805 roku rozpoczęto budowę ówczesnej Tarnowitzerstraße będącej częścią drogi prowadzącej z Królewskiej Huty przez Bytom do Tarnowskich Gór. W latach 1830–1831 szosę przebudowano i utwardzono. Wcześniej korzystano z krętych dróg nieutwardzonych należących często do prywatnych właścicieli. Część z nich (obecnie ulice: Bolesława Śmiałego, Zwycięstwa i 23 Stycznia oraz fragment obecnej ulicy Korola) stanowiła granicę między Bobrownikami a Piekarami Rudnymi – dwiema odrębnymi wsiami, które w 1945 weszły w skład wspólnej gminy, następnie w 1954 utworzyły jedną gromadę, zaś w 1973 roku zostały wchłonięte w procesach urbanizacyjnych przez miasto Tarnowskie Góry, tworząc w 1998 roku jego dzielnicę o nazwie Bobrowniki Śląskie-Piekary Rudne.

## Budynki
Przy ulicy Korola zachowało się niewiele budynków starszych niż z początku XX wieku. Tylko osiem obiektów zostało uznanych za zabytkowe, przy czym nie są one chronione wpisem do rejestru zabytków; figurują jedynie w Gminnej Ewidencji Zabytków miasta Tarnowskie Góry:
- dwie stodoły z II połowy XIX wieku – ul. Korola 14 i 36,
- cztery budynki mieszkalne z końca XIX i początku XX wieku – ul. Korola 32, 38, 40 i 53,
- dawna świetlica wiejska z ok. 1890, obecnie restauracja i pokoje gościnne „Kropka” – ul. Korola 28,

a także krzyż przydrożny z 1913 na skrzyżowaniu ul. Korola i ul. Topolowej.
Innymi historycznymi budynkami są:

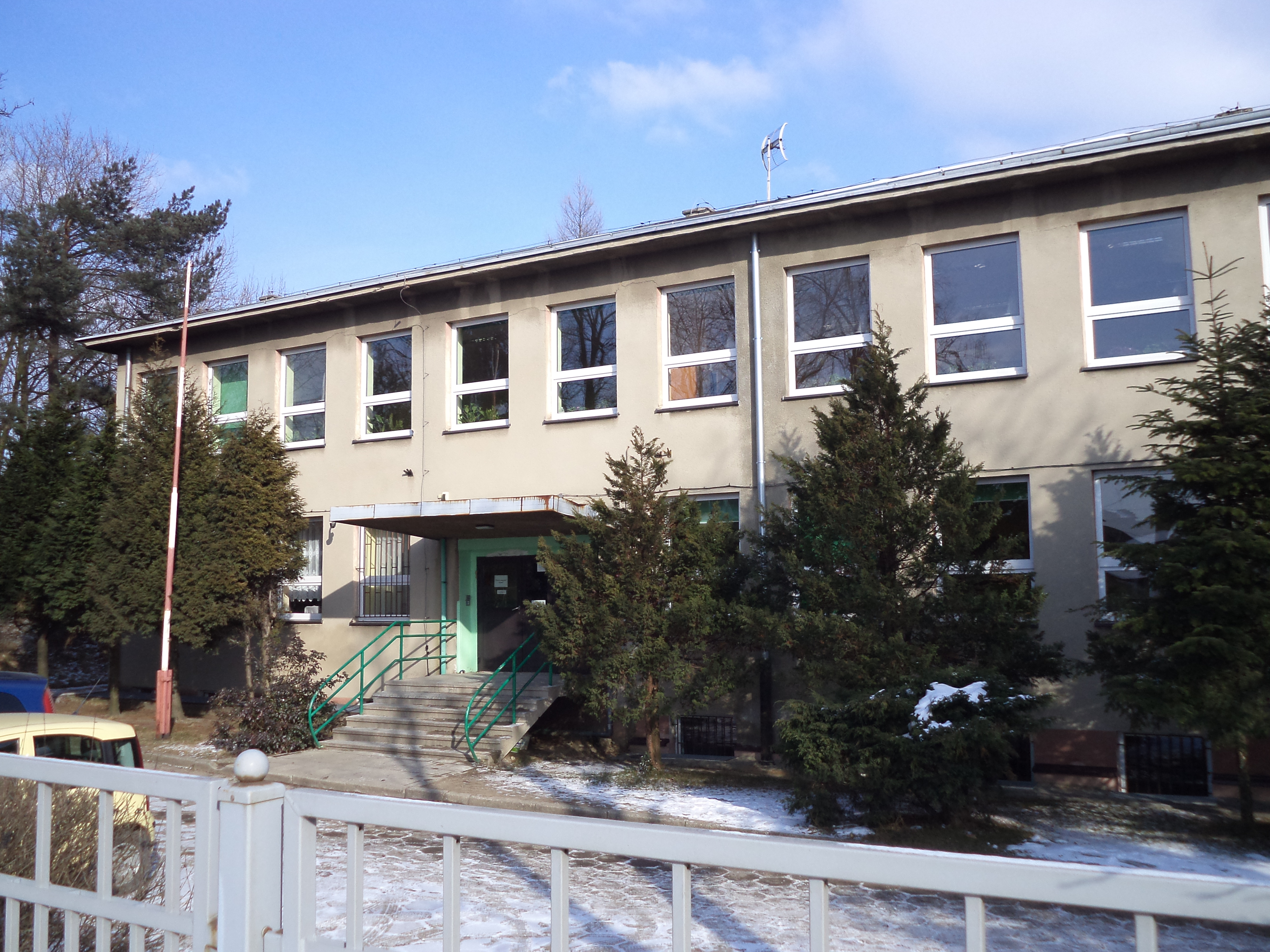
Fragment budynku tzw. szkoły tysiąclecia – Szkoły Podstawowej nr 11 im. Władysława Broniewskiego

- dom mieszkalny przy ul. Korola 16 – druga w historii siedziba urzędu pocztowego dla Bobrownik i Piekar Rudnych[16], a w latach 1929–1939 zakład mechaniczno-ślusarski mistrza kowalskiego Józefa Kazimierka[17],
- budynek Szkoły Podstawowej nr 11 im. Władysława Broniewskiego z 1962 roku – jedna z tzw. szkół tysiąclecia będąca formą uczczenia jubileuszu Tysiąclecia Państwa Polskiego[18][19]; od 2020 roku siedziba Rady Dzielnicy Bobrowniki Śląskie-Piekary Rudne[20] – ul. Korola 38a[21].

Ponadto przy ulicy Korola znajdują się:
- stacja benzynowa BP oraz restauracja McDonald’s – ul. Korola 71[22][23],
- przedszkole publiczne nr 12 – ul. Korola 18[24],
- salon samochodowy Mazda Mirai Motors – ul. Korola 14a[25],

a także wiele innych, mniejszych przedsiębiorstw prywatnych z branży m.in. usług, budownictwa i ochrony zdrowia.

## Komunikacja

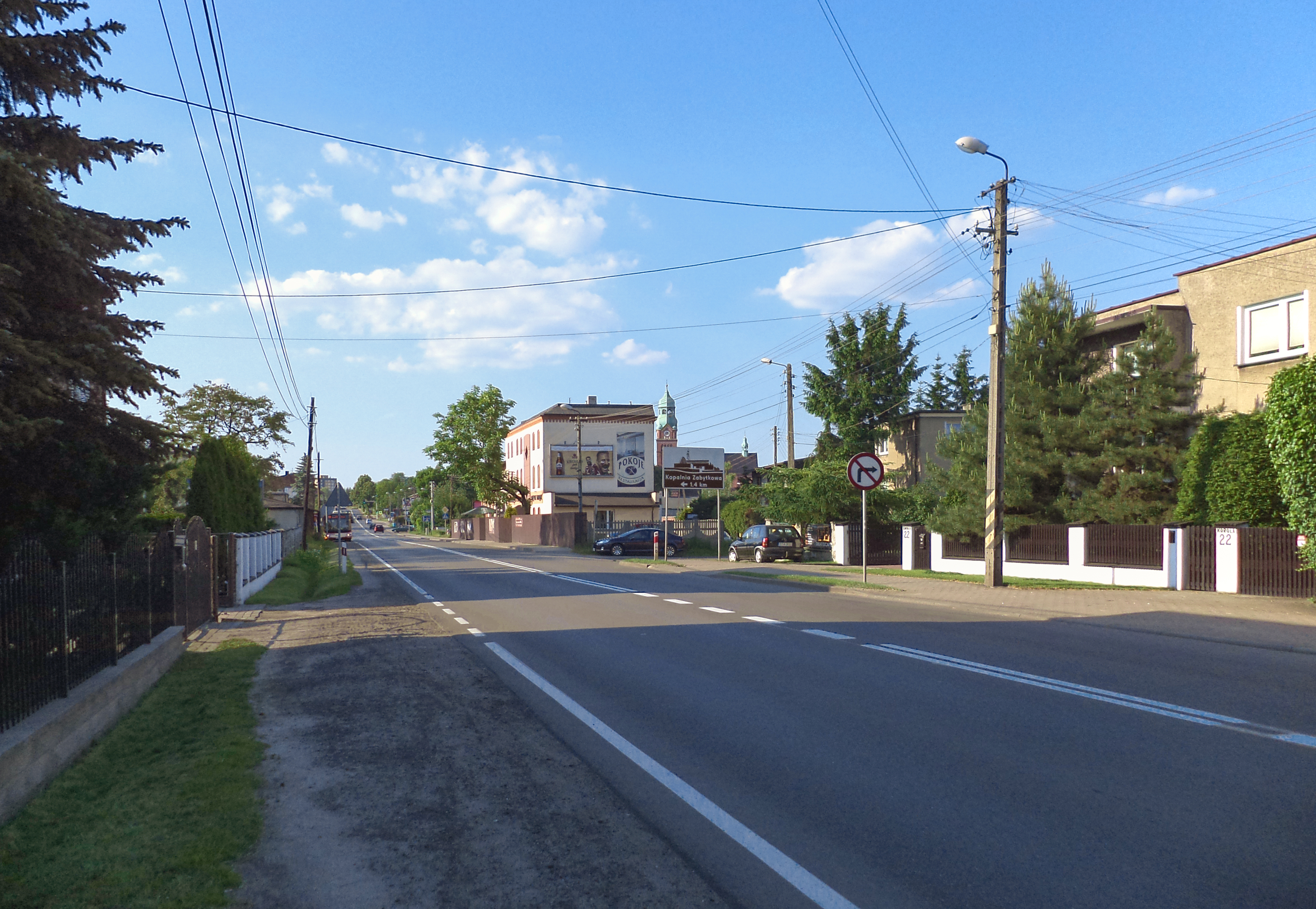
Ulica Józefa Korola – widok w kierunku północnym

Według stanu z marca 2024 roku ulicą Korola kursują autobusy organizowane przez Zarząd Transportu Metropolitalnego , obsługujące następujące linie:
- M3 (Tarnowskie Góry Dworzec – Katowice Piotra Skargi),
- M102 (Tarnowskie Góry Dworzec – Bytom Dworzec)
- 19 (Tarnowskie Góry Dworzec – Bytom Dworzec),
- 94 (Tarnowskie Góry Dworzec – Radzionków Kościół),
- 142 (Tarnowskie Góry Dworzec – Strzybnica Kościelna),
- 158 (Tarnowskie Góry Dworzec – Rokitnica Pętla),
- 174 (Sowice Czarna Huta – Bobrowniki Śląskie),
- 289 (Tarnowskie Góry Dworzec – Repty Śląskie Witosa),
- 735 (Bytom Dworzec – Tarnowskie Góry Dworzec),
- 749 (Tarnowskie Góry Plac Zembali – Stare Tarnowice GCR).

Przy ulicy zlokalizowany jest przystanek autobusowy Bobrowniki Śląskie.

## Mieszkalnictwo
Według danych Urzędu Stanu Cywilnego na dzień 31 grudnia 2022 roku przy ulicy Korola zameldowanych na pobyt stały było 270 osób.